# Ogígia

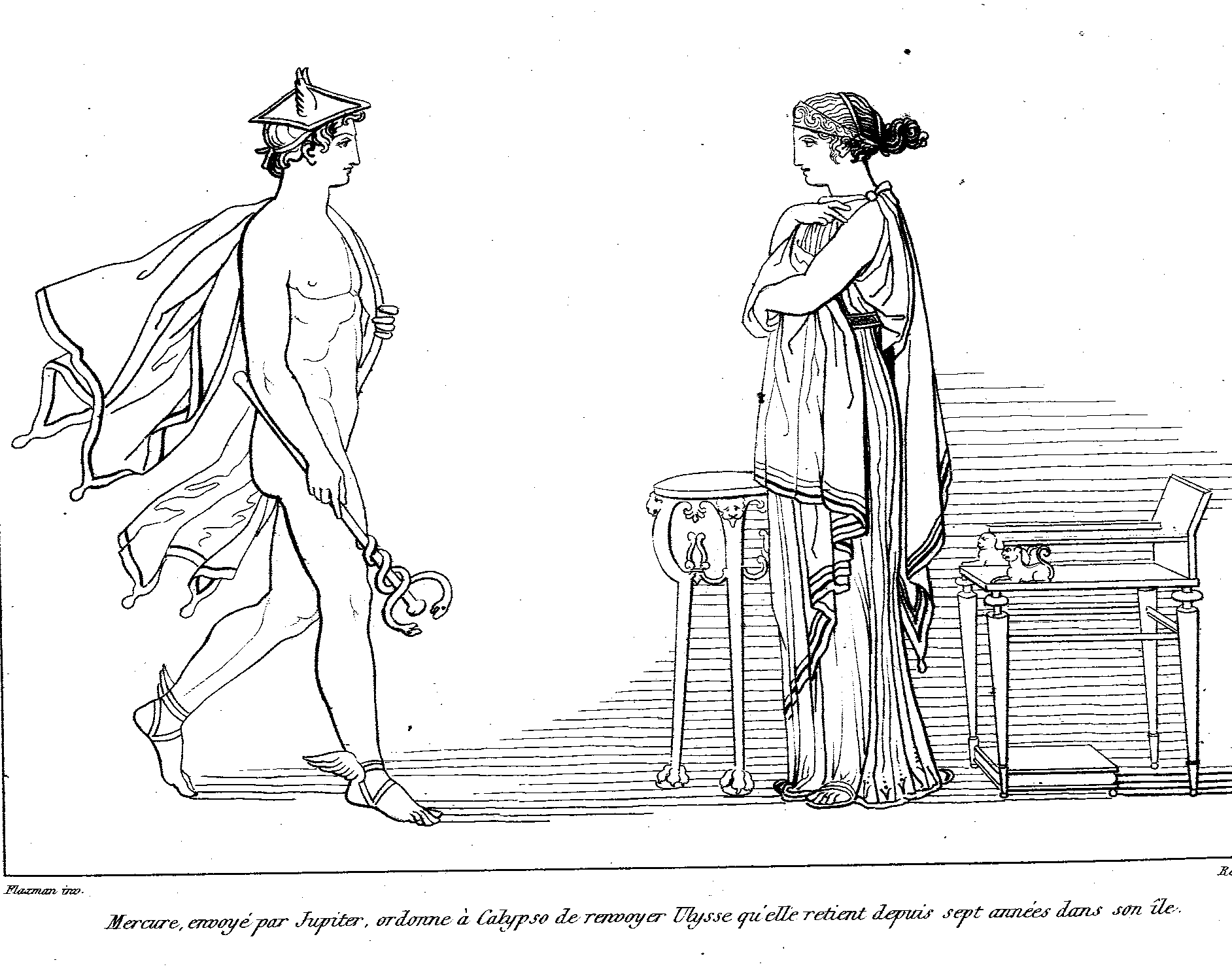
Hermes ordena a Calipso que deixi partir Odisseu.

Ogígia (en grec antic: Ὠγυγία) és una illa esmentada a L'Odissea d'Homer. Hi habitava la nimfa Calipso, filla del tità Atles, que es va enamorar de l'heroi grec Odisseu i el va retenir durant set anys, oferint-li convertir-se en immortal si acceptava quedar-se amb ella a l'illa. Tanmateix, a instàncies d'Atena, protectora d'Odisseu, Zeus va decretar que Calipso havia de deixar partir l'heroi. Hermes va portar a Calipso l'ordre de Zeus, i Odisseu va abandonar l'illa en una petita embarcació.
La localització geogràfica d'aquesta illa, com la d'altres llocs esmentats a l'Odissea, no es coneix amb certesa. El geògraf Estrabó considerava que Ogígia es trobava en algun punt del pèlag de l'Atlàntic. També Plutarc va situar l'illa a l'Atlàntic.
Altres interpretacions més tardanes han relacionat Ogígia i Esquèria amb l'Atlàntida. A la seva Història d'Irlanda, publicada el 1865, Roderic O'Flaherty es refereix a Irlanda com a Ogígia. Altres hipòtesis modernes identifiquen l'illa homèrica amb la maltesa Gozo, amb l'illot Perejil, amb Othoní, a Corfú; o fins i tot amb Formentera.